# Persone di nome Achille
| Questa pagina contiene informazioni ricavate automaticamente dalle voci biografiche con l'ausilio del template Bio e di un bot. L'aggiornamento è periodico e automatico e ricostruisce completamente la pagina. Se manca una persona in questa lista, sei pregato di non aggiungerla, ma accertati piuttosto che la sua voce biografica contenga il template Bio e che i dati anagrafici siano correttamente compilati. Se il template Bio manca, inseriscilo tu stesso o, in alternativa, metti l'avviso {{tmp\|Bio}} che ne segnala la mancanza. Se i dati riportati sono sbagliati, correggi direttamente la voce biografica; le modifiche saranno visibili in questa lista entro pochi giorni. Per chiarimenti vedi il progetto antroponimi. La lista contiene solo le 260 persone che sono citate nell'enciclopedia e per le quali è stato implementato correttamente il template Bio. Pagina aggiornata al 6 ago 2025. |

Questa è una lista di persone presenti nell'enciclopedia che hanno il nome Achille, suddivise per attività principale.

## Allenatori di calcio(2)
- Achille Mazzoleni, allenatore di calcio e ex calciatore italiano (Lecco, n. 1970)
- Achille Piccini, allenatore di calcio e calciatore italiano (Carrara, n. 1911 - Carrara, † 1995)

## Alpinisti(1)
- Achille Compagnoni, alpinista italiano (Valfurva, n. 1914 - Aosta, † 2009)

## Ammiragli(1)
- Achille Sergardi, ammiraglio italiano (Siena, n. 1604 - † 1671)

## Anatomisti(1)
- Achille Muratori, anatomista italiano (Budrio)

## Arbitri di calcio(1)
- Achille Pizziolo, arbitro di calcio italiano (Castellammare Adriatico, n. 1897 - Firenze, † 1977)

## Archeologi(3)
- Achille Adriani, archeologo italiano (Napoli, n. 1905 - Roma, † 1982)
- Achille Graziani, archeologo italiano (Villetta Barrea, n. 1839 - Alvito, † 1918)
- Achille Solano, archeologo italiano (Nicotera, n. 1933 - Nicotera, † 2012)

## Architetti(4)
- Achille Castiglioni, architetto e designer italiano (Milano, n. 1918 - Milano, † 2002)
- Achille Duchêne, architetto e architetto del paesaggio francese (Parigi, n. 1866 - Parigi, † 1947)
- Achille Majnoni d'Intignano, architetto italiano (Milano, n. 1855 - Erba, † 1935)
- Achille Sfondrini, architetto italiano (Milano, n. 1836 - Milano, † 1900)

## Armatori(1)
- Achille Lauro, armatore, politico e editore italiano (Piano di Sorrento, n. 1887 - Napoli, † 1982)

## Artisti(1)
- Achille Komguem Kamsu, artista camerunese (Camerun, n. 1973)

## Astronomi(1)
- Achille Tazio, astronomo, geografo e matematico greco antico

## Attivisti(2)
- Achille Lollo, attivista, giornalista e criminale italiano (Roma, n. 1951 - Bracciano, † 2021)
- Achille Magni, attivista italiano (Domodossola, n. 1893 - Milano, † 1960)

## Attori(3)
- Achille Majeroni, attore e doppiatore italiano (Siracusa, n. 1881 - Roma, † 1964)
- Achille Ridolfi, attore belga (Liegi, n. 1979)
- Achille Millo, attore, drammaturgo e regista teatrale italiano (Napoli, n. 1921 - Roma, † 2006)

## Attori teatrali(2)
- Achille Majeroni, attore teatrale italiano (Milano, n. 1824 - Bologna, † 1888)
- Achille Vitti, attore teatrale e attore italiano (Roma, n. 1866 - Roma, † 1935)

## Aviatori(2)
- Achille Landini, aviatore italiano (Milano, n. 1890 - Milano, † 1971)
- Achille Zezon, aviatore e ufficiale italiano (Castelfranco Emilia, n. 1918 - Cielo del Mediterraneo, † 1942)

## Avvocati(6)
- Achille Borella, avvocato e politico svizzero (Mendrisio, n. 1908 - † 1988)
- Achille Cajafa, avvocato italiano (Vietri sul Mare, n. 1904 - Vignole Borbera, † 1959)
- Achille Pucci, avvocato e politico italiano (Lucca, n. 1832 - Lucca, † 1903)
- Achille Rasponi Murat, avvocato e politico italiano (Ravenna, n. 1835 - Ravenna, † 1896)
- Achille Salerni, avvocato e politico italiano (Castrovillari, n. 1899 - Castrovillari, † 1997)
- Achille Tarsia Incuria, avvocato, politico e dirigente sportivo italiano (Conversano, n. 1912 - Bari, † 2005)

## Baritoni(1)
- Achille De Bassini, baritono italiano (Milano, n. 1819 - Cava de' Tirreni, † 1881)

## Biologi(1)
- Achille Urbain, biologo francese (n. 1884 - † 1957)

## Botanici(3)
- Achille De Zigno, botanico, geologo e paleontologo italiano (Padova, n. 1813 - Padova, † 1892)
- Achille Eugène Finet, botanico francese (Argenteuil, n. 1863 - Parigi, † 1913)
- Achille Richard, botanico francese (Parigi, n. 1794 - † 1852)

## Calciatori(21)
- Achille Avogadro, calciatore italiano
- Achille Babboni, calciatore italiano
- Achille Baldini, ex calciatore italiano (Sant'Agata sul Santerno, n. 1936)
- Achille Bordoli, calciatore italiano (Como, n. 1903 - Como, † 1990)
- Achille Brioschi, calciatore italiano (Sesto San Giovanni, n. 1892)
- Achille Buzzoni, calciatore italiano (Trovo, n. 1916 - Pavia, † 1992)
- Achille Casanchini, calciatore italiano (Corsico, n. 1919 - Corsico, † 2009)
- Achille Coser, ex calciatore italiano (Gazzaniga, n. 1982)
- Achille Dari, calciatore italiano (Golasecca, n. 1912)
- Achille Dellarole, calciatore italiano (Pezzana, n. 1902 - Chivasso, † 1984)
- Achille Emana, ex calciatore camerunese (Yaoundé, n. 1982)
- Achille Fraschini, ex calciatore italiano (Casalpusterlengo, n. 1936)
- Achille Gama, calciatore, arbitro di calcio e allenatore di calcio italiano (Pará, n. 1892 - Rio de Janeiro, † 1958)
- Achille Gavoglio, calciatore e pallanuotista italiano (Genova, n. 1892)
- Achille Gorla, calciatore italiano
- Achille Henriette, calciatore seychellese (n. 1987)
- Achille Malaspina, calciatore italiano (Milano, † 1936)
- Achille Pensy, calciatore camerunese (Kogo, n. 1987)
- Achille Rosina, calciatore italiano
- Achille Sacchi, calciatore italiano (Milano, n. 1904 - Cologno Monzese, † 1990)
- Achille Schelstraete, calciatore belga (Bruges, n. 1897 - Ypres, † 1937)

## Cantanti(1)
- Achille Togliani, cantante e attore italiano (Pomponesco, n. 1924 - Roma, † 1995)

## Cardinali(7)
- Achille Apolloni, cardinale italiano (Anagni, n. 1823 - Roma, † 1893)
- Achille d'Estampes de Valençay, cardinale francese (Tours, n. 1593 - Roma, † 1646)
- Achille Grassi, cardinale e vescovo cattolico italiano (Bologna, n. 1456 - Roma, † 1523)
- Achille Liénart, cardinale e vescovo cattolico francese (Lilla, n. 1884 - Lilla, † 1973)
- Achille Locatelli, cardinale e arcivescovo cattolico italiano (Seregno, n. 1856 - Roma, † 1935)
- Achille Manara, cardinale e arcivescovo cattolico italiano (Bologna, n. 1827 - Ancona, † 1906)
- Achille Silvestrini, cardinale e arcivescovo cattolico italiano (Brisighella, n. 1923 - Roma, † 2019)

## Cardiochirurghi(1)
- Achille Mario Dogliotti, cardiochirurgo italiano (Torino, n. 1897 - Torino, † 1966)

## Cestisti(2)
- Achille Canna, ex cestista italiano (Gradisca d'Isonzo, n. 1932)
- Achille Polonara, cestista italiano (Ancona, n. 1991)

## Chirurghi(1)
- Achille Sicari, chirurgo italiano (Bruzzano Zeffirio, n. 1931 - Viareggio, † 2014)

## Ciclisti su strada(1)
- Achille Colas, ciclista su strada francese (Blois, n. 1874 - † 1954)

## Clarinettisti(1)
- Achille Baquet, clarinettista e sassofonista statunitense (New Orleans, n. 1885 - New Orleans, † 1956)

## Collezionisti d'arte(1)
- Achille Bertarelli, collezionista d'arte e scrittore italiano (Milano, n. 1863 - Roma, † 1938)

## Compositori(5)
- Achille Falcone, compositore italiano (Cosenza - Cosenza, † 1600)
- Achille Graffigna, compositore italiano (San Martino dall'Argine, n. 1816 - Padova, † 1896)
- Achille Lizzi, compositore, direttore d'orchestra e militare italiano (Terracina, n. 1882 - Monza, † 1975)
- Achille Longo, compositore italiano (Napoli, n. 1900 - Napoli, † 1954)
- Achille Peri, compositore e direttore d'orchestra italiano (Reggio Emilia, n. 1812 - Reggio Emilia, † 1880)

## Critici d'arte(1)
- Achille Bonito Oliva, critico d'arte italiano (Caggiano, n. 1939)

## Critici letterari(1)
- Achille Tartaro, critico letterario italiano (Napoli, n. 1936 - Roma, † 2008)

## Critici teatrali(1)
- Achille Fiocco, critico teatrale italiano (Teramo, n. 1905 - Roma, † 1988)

## Dermatologi(1)
- Achille Breda, dermatologo italiano (Limena, n. 1850 - Padova, † 1934)

## Direttori di banda(1)
- Achille La Guardia, direttore di banda, compositore e militare italiano (Foggia, n. 1849 - Trieste, † 1904)

## Direttori di coro(1)
- Achille Consoli, direttore di coro, direttore d'orchestra e compositore italiano (Catania, n. 1886 - Roma, † 1948)

## Disegnatori(1)
- Achille Superbi, disegnatore italiano (Bondeno, n. 1959)

## Doppiatori(1)
- Achille D'Aniello, doppiatore italiano (Napoli, n. 1967)

## Drammaturghi(1)
- Achille Torelli, drammaturgo italiano (Napoli, n. 1841 - Napoli, † 1922)

## Economisti(1)
- Achille Loria, economista italiano (Mantova, n. 1857 - Luserna San Giovanni, † 1943)

## Editori(2)
- Achille Boroli, editore italiano (Torino, n. 1913 - Beaulieu-sur-Mer, † 2011)
- Achille Mauri, editore italiano (Rimini, n. 1939 - Rosario, † 2023)

## Entomologi(2)
- Achille Costa, entomologo italiano (Lecce, n. 1823 - Roma, † 1898)
- Achille Guénée, entomologo francese (Chartres, n. 1809 - Châteaudun, † 1880)

## Esoteristi(1)
- Achille D'Angelo, esoterista, sensitivo e astrologo italiano (Napoli, n. 1907 - Napoli, † 1971)

## Esploratori(1)
- Achille Terracciano, esploratore e botanico italiano (Muro Lucano, n. 1861 - Caserta, † 1917)

## Farmacisti(1)
- Achille Bertelli, farmacista, imprenditore e pioniere dell'aviazione italiano (Brescia, n. 1855 - † 1925)

## Filologi(1)
- Achille Luchaire, filologo e medievista francese (Parigi, n. 1846 - Parigi, † 1908)

## Filosofi(3)
- Achille Gagliardi, filosofo, gesuita e teologo italiano (Padova, n. 1538 - Modena, † 1607)
- Achille Mbembe, filosofo, africanista e storico camerunese (Camerun, n. 1957)
- Achille Varzi, filosofo italiano (Galliate, n. 1958)

## Fondisti(1)
- Achille Bacher, fondista italiano (Formazza, n. 1900 - Formazza, † 1972)

## Fotografi(1)
- Achille Bologna, fotografo italiano (Torino, n. 1881 - Agliano Terme, † 1958)

## Generali(8)
- Achille Afan de Rivera, generale e politico italiano (Santa Maria Capua Vetere, n. 1842 - Napoli, † 1904)
- Achille Baraguey d'Hilliers, generale francese (Parigi, n. 1795 - Amélie-les-Bains-Palalda, † 1878)
- Achille Borghi, generale italiano (Castelnuovo ai Monti, n. 1858 - Roma, † 1918)
- Achille Papa, generale italiano (Desenzano del Garda, n. 1863 - Bainsizza, † 1917)
- Achille Porta, generale italiano (Mirandola, n. 1868 - Mirandola, † 1953)
- Achille Starace, generale, politico e dirigente sportivo italiano (Sannicola, n. 1889 - Milano, † 1945)
- Achille Vaccarisi, generale italiano (Avola, n. 1877)
- Achille d'Havet, generale italiano (Bologna, n. 1888 - Roma, † 1966)

## Geografi(1)
- Achille Dardano, geografo e cartografo italiano (Firenze, n. 1870 - Roma, † 1938)

## Giocatori di biliardo(1)
- Achille Mignolo, giocatore di biliardo italiano (Cosenza, n. 1989)

## Giornalisti(6)
- Achille Bizzoni, giornalista, scrittore e patriota italiano (Pavia, n. 1841 - Milano, † 1903)
- Achille Mezzadri, giornalista e scrittore italiano (Castelfranco Veneto, n. 1945)
- Achille Ottaviani, giornalista e politico italiano (Verona, n. 1950 - Verona, † 2023)
- Achille Patitucci, giornalista e illustratore italiano (Milano, n. 1903 - † 1967)
- Achille Pesce, giornalista e politico italiano (Predosa, n. 1919 - Torino, † 1978)
- Achille Valdata, pubblicista e critico cinematografico italiano (Torino, n. 1907 - Torino, † 1987)

## Grecisti(1)
- Achille Vogliano, grecista e papirologo italiano (Firenze, n. 1881 - Berlino, † 1953)

## Illustratori(1)
- Achille Beltrame, illustratore e pittore italiano (Arzignano, n. 1871 - Milano, † 1945)

## Imprenditori(5)
- Achille Bortolotti, imprenditore e dirigente sportivo italiano (Sarnico, n. 1919 - Sarnico, † 1992)
- Achille Brioschi, imprenditore e politico italiano (Milano, n. 1860 - Genova, † 1942)
- Achille Gaggia, imprenditore e politico italiano (Feltre, n. 1875 - Roma, † 1953)
- Achille Iacobelli, imprenditore italiano (n. 1812 - † 1872)
- Achille Roncoroni, imprenditore italiano (Milano, n. 1923 - Griante, † 2005)

## Incisori(1)
- Achille Calzi, incisore, miniatore e pittore italiano (Faenza, n. 1811 - Faenza, † 1850)

## Ingegneri(4)
- Achille Castoldi, ingegnere italiano (n. 1904)
- Achille Manfredini, ingegnere e architetto italiano (Catanzaro, n. 1869 - † 1920)
- Achille Nodari, ingegnere e imprenditore italiano (Castel Goffredo, n. 1878 - Castel Goffredo, † 1946)
- Achille Pintonello, ingegnere italiano (Pianiga, n. 1902 - Belluno, † 1994)

## Librettisti(1)
- Achille de Lauzières, librettista, giornalista e traduttore italiano (Napoli, n. 1818 - Parigi, † 1894)

## Magistrati(1)
- Achille Nucci, magistrato e politico italiano (Napoli, n. 1871 - Roma, † 1947)

## Matematici(2)
- Achille Pierre Dionis du Séjour, matematico e astronomo francese (Parigi, n. 1734 - Vernou-la-Celle-sur-Seine, † 1794)
- Achille Sannia, matematico e politico italiano (Campobasso, n. 1822 - Napoli, † 1892)

## Medici(5)
- Achille De Giovanni, medico e politico italiano (Sabbioneta, n. 1838 - Padova, † 1916)
- Achille Monti, medico italiano (Arcisate, n. 1863 - Pavia, † 1937)
- Achille Roncato, medico, biochimico e scienziato italiano (Padova, n. 1887 - Padova, † 1963)
- Achille Sacchi, medico e patriota italiano (Mantova, n. 1827 - Mantova, † 1890)
- Achille Sclavo, medico italiano (Lesegno, n. 1861 - Siena, † 1930)

## Militari(13)
- Achille Balsamo di Loreto, militare italiano (Napoli, n. 1899 - Pocenia, † 1918)
- Achille Barilatti, militare e antifascista italiano (Macerata, n. 1921 - Muccia, † 1944)
- Achille Formis, militare italiano (Padova, n. 1905 - Tobruch, † 1941)
- Achille Lauro, militare italiano (Napoli, n. 1892 - Përmet, † 1941)
- Achille Malcovati, militare italiano (Pavia, n. 1897 - Pavia, † 1962)
- Achille Martelli, militare italiano (Napoli, n. 1874 - Roma, † 1962)
- Achille Mazza, militare italiano (San Calogero, n. 1940 - Amantea, † 1992)
- Achille Mazzi, militare italiano
- Achille Meneghini, militare italiano (Genova, n. 1889 - Bardia, † 1941)
- Achille Olivieri, militare italiano (Salerno, n. 1911 - Cefalonia, † 1943)
- Achille Petrucci, militare italiano (Siena)
- Achille Stennio, militare italiano (Genova, n. 1866 - Devetaki, † 1916)
- Achille Tarducci, militare, storiografo e ingegnere italiano (Corinaldo - Fortezza di Luano)

## Naturalisti(1)
- Achille Tellini, naturalista, geologo e linguista italiano (Udine, n. 1866 - Udine, † 1938)

## Nobili(4)
- Achille Léonce Victor Charles, duca de Broglie, nobile, politico e diplomatico francese (Parigi, n. 1785 - Parigi, † 1870)
- Achille Fontanelli, nobile, generale e politico italiano (Modena, n. 1775 - Milano, † 1838)
- Achille Gonzaga, nobile italiano (n. 1822 - Volta Mantovana, † 1870)
- Achille Torelli, conte di Guastalla, nobile e condottiero italiano (Guastalla - Novellara, † 1522)

## Pallanuotisti(1)
- Achille Tribouillet, pallanuotista francese (Tourcoing, n. 1902 - † 1968)

## Patrioti(8)
- Achille Argentino, patriota e politico italiano (Sant'Angelo dei Lombardi, n. 1821 - Nizza Monferrato, † 1903)
- Achille Basile, patriota, prefetto e politico italiano (Sant'Angelo di Brolo, n. 1831 - Venezia, † 1893)
- Achille Campo, patriota, militare e scacchista italiano (Palermo, n. 1833 - Palermo, † 1910)
- Achille Cantoni, patriota italiano (Forlì, n. 1833 - Mentana, † 1867)
- Achille Gennarelli, patriota, politico e archeologo italiano (Napoli, n. 1817 - Firenze, † 1902)
- Achille Mapelli, patriota, avvocato e politico italiano (Monza, n. 1840 - Monza, † 1894)
- Achille Tedeschi, patriota e politico italiano (Padova, n. 1841 - Ravenna, † 1912)
- Achille Tonni-Bazza, patriota italiano (Roè Volciano, n. 1836 - Preseglie, † 1863)

## Pianisti(1)
- Achille Longo, pianista e compositore italiano (Melicuccà, n. 1832 - Napoli, † 1919)

## Piloti motociclistici(1)
- Achille Varzi, pilota motociclistico e pilota automobilistico italiano (Galliate, n. 1904 - Berna, † 1948)

## Pittori(24)
- Achille d'Albore, pittore italiano (Casapulla, n. 1882 - Caserta, † 1915)
- Achille Astolfi, pittore e incisore italiano (Padova, n. 1823 - Padova, † 1900)
- Achille Calici, pittore italiano (Bologna - Bologna, † 1604)
- Achille Calzi, pittore e ceramista italiano (Faenza, n. 1873 - Faenza, † 1919)
- Achille Carrillo, pittore italiano (Avellino, n. 1818 - Napoli, † 1880)
- Achille Casanova, pittore, decoratore e ceramista italiano (Minerbio, n. 1861 - Bologna, † 1948)
- Achille Cattaneo, pittore italiano (Limbiate, n. 1872 - Milano, † 1931)
- Achille Devéria, pittore e disegnatore francese (Parigi, n. 1800 - Parigi, † 1857)
- Achille Farina, pittore, litografo e ceramista italiano (Faenza, n. 1804 - Faenza, † 1879)
- Achille Formis, pittore e cantante italiano (Napoli, n. 1830 - Milano, † 1906)
- Achille Funi, pittore italiano (Ferrara, n. 1890 - Appiano Gentile, † 1972)
- Achille Laugé, pittore e litografo francese (Arzens, n. 1861 - Cailhau, † 1944)
- Achille Lega, pittore italiano (Brisighella, n. 1899 - Firenze, † 1934)
- Achille Pace, pittore italiano (Termoli, n. 1923 - Roma, † 2021)
- Achille Peretti, pittore, scultore e anarchico italiano (Alessandria, n. 1857 - New Orleans, † 1923)
- Achille Perilli, pittore italiano (Roma, n. 1927 - Orvieto, † 2021)
- Achille Petrocelli, pittore italiano (Napoli - † 1929)
- Achille Pinelli, pittore italiano (Roma, n. 1809 - Napoli, † 1841)
- Achille Savoia, pittore italiano (Pavia, n. 1839 - Pavia, † 1886)
- Achille Sdruscia, pittore e disegnatore italiano (Roma, n. 1910 - Roma, † 1993)
- Achille Talarico, pittore italiano (Catanzaro, n. 1837 - Napoli, † 1902)
- Achille Tominetti, pittore italiano (Milano, n. 1848 - Miazzina, † 1917)
- Achille Vertunni, pittore italiano (Napoli, n. 1826 - Roma, † 1897)
- Achille Vianelli, pittore e incisore italiano (Porto Maurizio, n. 1803 - Benevento, † 1894)

## Poeti(4)
- Achille Geremicca, poeta e romanziere italiano (Napoli, n. 1897 - Napoli, † 1951)
- Achille Maffre de Baugé, poeta francese (Marseillan, n. 1855 - † 1928)
- Achille Monti, poeta e letterato italiano (Roma, n. 1825 - Roma, † 1879)
- Achille Serrao, poeta, scrittore e critico letterario italiano (Roma, n. 1936 - † 2012)

## Politici(32)
- Achille Accili, politico italiano (Acciano, n. 1921 - Roma, † 2007)
- Achille Arese Lucini, politico italiano (Milano, n. 1841 - Parigi, † 1904)
- Achille Ballarati, politico italiano (Vetralla, n. 1822 - Valmontone, † 1883)
- Achille Bernardi, politico italiano (Bra, n. 1823)
- Achille Borella, politico e avvocato svizzero (Mendrisio, n. 1845 - Mendrisio, † 1922)
- Achille Corona, politico e giornalista italiano (Roma, n. 1914 - Roma, † 1979)
- Achille Cruciani, politico italiano (Trevi, n. 1920 - † 1975)
- Achille Cutrera, politico italiano (Milano, n. 1929 - Milano, † 2018)
- Achille Del Giudice, politico italiano (San Gregorio, n. 1819 - San Gregorio, † 1907)
- Achille Fagioli, politico italiano (Cerea, n. 1843 - Verona, † 1896)
- Achille Fazzari, politico italiano (Stalettì, n. 1839 - Stalettì, † 1910)
- Achille Fould, politico e banchiere francese (Parigi, n. 1800 - Tarbes, † 1867)
- Achille Grandi, politico e sindacalista italiano (Como, n. 1883 - Desio, † 1946)
- Achille Majocchi, politico e militare italiano (Milano, n. 1821 - Torre d'Isola, † 1904)
- Achille Marazza, politico e antifascista italiano (Borgomanero, n. 1894 - Verbania, † 1967)
- Achille Enoc Mariano, politico italiano (Muro Leccese, n. 1933)
- Achille Marzarotto, politico italiano (Carrè, n. 1878 - † 1963)
- Achille Mauri, politico, scrittore e patriota italiano (Milano, n. 1806 - Pisa, † 1883)
- Achille Menotti Luppi, politico italiano (Pegognaga, n. 1867 - Mantova, † 1946)
- Achille Menotti, politico italiano (Spezzano di Modena, n. 1817 - Torino, † 1878)
- Achille Murat, politico e militare statunitense (Parigi, n. 1801 - Wacissa, † 1847)
- Achille Passoni, politico e sindacalista italiano (Milano, n. 1951)
- Achille Pellizzari, politico, partigiano e italianista italiano (Maglie, n. 1882 - Genova, † 1948)
- Achille Peretti, politico francese (Ajaccio, n. 1911 - Neuilly-sur-Seine, † 1983)
- Achille Polti, politico italiano (Livorno, n. 1825 - Colico, † 1899)
- Achille Stuani, politico italiano (Castel Goffredo, n. 1897 - Caravaggio, † 1976)
- Achille Tamborino, politico italiano (Maglie, n. 1825 - Maglie, † 1895)
- Achille Totaro, politico italiano (Firenze, n. 1965)
- Achille Tramarin, politico italiano (Padova, n. 1946 - Padova, † 2017)
- Achille Van Acker, politico belga (Bruges, n. 1898 - Bruges, † 1975)
- Achille Variati, politico italiano (Vicenza, n. 1953)
- Achille Visocchi, politico italiano (Atina, n. 1863 - Napoli, † 1945)

## Poliziotti(1)
- Achille Serra, poliziotto, dirigente pubblico e politico italiano (Roma, n. 1941)

## Presbiteri(2)
- Achille Ginnasi, presbitero italiano (Castel Bolognese, n. 1553 - Carpentras, † 1594)
- Achille Rossi, presbitero, filosofo e educatore italiano (Città di Castello, n. 1940)

## Produttori discografici(1)
- Achille Manzotti, produttore discografico, produttore cinematografico e sceneggiatore italiano (Fara Gera d'Adda, n. 1943 - Roma, † 2007)

## Progettisti(1)
- Achille Cardani, progettista e dirigente d'azienda italiano (n. 1859 - † 1935)

## Pubblicitari(1)
- Achille Luciano Mauzan, pubblicitario, illustratore e pittore francese (Gap, n. 1883 - Gap, † 1952)

## Registi(1)
- Achille Consalvi, regista e attore italiano

## Retori(1)
- Achille Tazio, retore e romanziere greco antico

## Schermidori(1)
- Achille Marozzo, schermidore italiano (n. 1484 - † 1553)

## Scrittori(3)
- Achille Giovanni Cagna, scrittore italiano (Vercelli, n. 1847 - Vercelli, † 1931)
- Achille Campanile, scrittore e drammaturgo italiano (Roma, n. 1899 - Lariano, † 1977)
- Achille Saitta, scrittore, giornalista e commediografo italiano (Sant'Angelo di Brolo, n. 1898 - Sant'Angelo di Brolo, † 1981)

## Scultori(7)
- Achille Alberti, scultore italiano (Milano, n. 1860 - Camnago, † 1943)
- Achille Barbaro, scultore italiano (Crema, n. 1910 - Milano, † 1959)
- Achille D'Orsi, scultore italiano (Napoli, n. 1845 - † 1929)
- Achille De Lucrezi, scultore italiano (n. 1827 - † 1913)
- Achille Guzzardella, scultore italiano (Milano, n. 1955)
- Achille Salata, scultore italiano (Mirandola)
- Achille Simonetti, scultore italiano (Roma, n. 1838 - Sydney, † 1900)

## Sindacalisti(1)
- Achille Rigamonti, sindacalista e politico italiano (Agordo, n. 1910 - Treviso, † 1986)

## Sociologi(1)
- Achille Ardigò, sociologo e politico italiano (San Daniele del Friuli, n. 1921 - Bologna, † 2008)

## Storici(3)
- Achille Coen, storico italiano (Pisa, n. 1844 - Firenze, † 1921)
- Achille Lauri, storico italiano (Sora, n. 1884 - Sora, † 1965)
- Achille Sansi, storico e funzionario italiano (Spoleto, n. 1822 - Spoleto, † 1891)

## Storici dell'arte(1)
- Achille Bertini Calosso, storico dell'arte italiano (Perosa Argentina, n. 1882 - † 1955)

## Tenori(1)
- Achille Errani, tenore italiano (Faenza, n. 1823 - New York, † 1897)

## Umanisti(2)
- Achille Bocchi, umanista italiano (Bologna, n. 1488 - Bologna, † 1562)
- Achille Stazio, umanista e scrittore portoghese (Vidigueira, n. 1524 - Roma, † 1581)

## Vescovi cattolici(2)
- Achille Salvucci, vescovo cattolico italiano (Cessapalombo, n. 1884 - † 1978)
- Achille Sergardi, vescovo cattolico italiano (Siena, † 1601)

## Zoologi(2)
- Achille Russo, zoologo italiano (Nicotera, n. 1866 - Catania, † 1955)
- Achille Valenciennes, zoologo francese (Parigi, n. 1794 - † 1865)

## Senza attività specificata(2)
- Achille e Giovanni Judica Cordiglia, italiano (Paderno Dugnano, n. 1933 - Torino, † 2015)
- Achille Occhetto, ex politico italiano (Torino, n. 1936)